# Elizabeth Mary Okelo
 (août 2020).
Elizabeth Mary Okelo est une femme d'affaires kényane. Elle est la première femme de l'Afrique de l'est à diriger une banque, la Barclays Bank of Kenya, filiale de la Barclays au Kenya en 1977. Elle se lance dans l'entrepreneuriat en 1978, et fonde avec son mari les écoles Makini, parmi les premières de l'enseignement privé au Kenya. Elle est membre fondatrice et présidente de la Kenya Women Finance Trust (KWFT).

## Biographie

### Famille et éducation
Née à Busia à la frontière entre le Kenya et l'Ouganda, Mary est la 14e d'une famille de 17 enfants dont 10 garçons et 7 filles. Son père Jérémiah Musungu Awori fut le premier pasteur anglican luhya, et le premier Canon du Kenya. Sa mère était une femme de foi, intelligente et assistant son mari dans les activités ecclésiastiques. Mary est la sœur du Vice-président Moody Awori (en).  
Mary Okelo[Qui ?] fait ses premières classes à Butere Girls. Elle fait partie des 13 jeunes filles étudiantes sélectionnées par le gouvernement kényan pour participer à un programme de cours pré-universitaires. Avec son dévouement au travail, elle réussit son admission à l'université. Elle est donc retenue à l'université Makerere, d'où elle sort avec un diplôme spécialisé en histoire.

## Carrière
On associe son nom à de nombreuses premières dans l'exercice de diverses responsabilités, au niveau national et international. Dans les années 60, les postes de décisions étaient très peu accessibles aux femmes. Cette situation prévalait dans les pays africains fraîchement indépendants. Mary a dû affronter les stéréotypes du genre pour accéder aux opportunités. Ainsi en 1967, Mary deviendra la première Africaine stagiaire en gestion à Londres, pour une formation de directeur de banque. Elle a dû faire face aux préjugés parce qu'elle était la seule femme noire dans son environnement de travail. Toutefois, elle s'est résignée à apprendre et à faire honneur à son pays. À Londres, elle fait la rencontre de Pius Okelo, avec qui elle se mariera en 1968. Quelque temps plus tard, elle donnera naissance à son premier enfant. La petite famille retournera au Kenya en décembre 1969; Mary ayant obtenu son diplôme en banque de l'Institute of Bankers, intégrera l'année suivante la Barclays Bank ,. Elle a gravi les échelons jusqu'à devenir la directrice de cette banque. Cela fit d'elle la première femme de l'Afrique de l'Est à diriger une banque. Elle a travaillé à obtenir de meilleurs résultats, mais également à sensibiliser les femmes autour d'elle à planifier leur carrière, à se former, à faire preuve d'audace pour être promues et atteindre l'équipe managériale de la banque. Aussi, mettra-t-elle sur pied l'association féminine la Barclays Bank Women's Association. 
À partir de l'année 1978, elle et son mari, entreprennent et fondent les écoles Makini Schools Llimited qui sont l'une des premières de l'enseignement privé au Kenya. Après plus de trente ans de fonctionnement, ces écoles qui ont connu une forte expansion sur le plan national, font partie des meilleures par la qualité de l'enseignement et des activités parascolaires. Mary assure la direction exécutive du groupe de l'école.
Ayant constaté la faible proportion des femmes qui ont recours aux prêts bancaires et les difficultés s'y rapportant; Mary Okelo avec un petit groupe de femmes banquières, comptables, avocates... fondent la Kenya Women Finance Trust (KWFT) en 1981. Elle en assure la présidence. La KWFT  permet à un grand nombre de femmes de bénéficier de prêts bancaires. Elle est devenue une filiale de la Kenya Women's Holding (KWH) en 2008, et renommée en Kenya Microfinance Women Bank (KMWB) en 2014. 
Elle fait partie des membres fondateurs de Women's World Bank (WWB) et devient la première Africaine représentante régionale de cette institution en 1985. Elle est nommée conseillère principale auprès du président de la Banque Africaine de Développement (BAD) à Abidjan en 1987. Elle ira ensuite à New York, en tant que première Vice-présidente noire de la Women's World Banking (WWB) de 1990 à 1992. Mary a aussi été membre de l'External Consultative Gender Committee-World Bank, Washington DC.

## Distinctions
Décoration
- 2e classe - Ancien de l'ordre de la Lance ardente (EBS) du Kenya[1].

Doctorats honoris causa
- Docteur honoris causa de l'United Graduate College and Seminary aux États-Unis, pour sa contribution à l'humanité[1].
- Docteur honoris causa de l'Africa Nazerene University Nairobi au Kenya pour ses services distingués à la communauté[1].

Prix et récompenses
- Sélectionnée comme l'une des Lauréats du prix des femmes entreprenantes de l'année, en 2013[7].
- Titulaire du prix « Carrière exemplaire » aux Trophées African Banker 2014[8].